# Cymodoce comans
Cymodoce comans är en kräftdjursart som beskrevs av Barnard 1914. Cymodoce comans ingår i släktet Cymodoce och familjen klotkräftor. Inga underarter finns listade i Catalogue of Life.